# Cyclophora obscura
Cyclophora obscura är en fjärilsart som beskrevs av Druce 1898. Cyclophora obscura ingår i släktet Cyclophora och familjen mätare. Inga underarter finns listade i Catalogue of Life.